# 长海汽车
长海集團股份公司，是越南的汽车制造商，成立于1997年，是越南汽车工业的先驱。
长海汽车是越南规模最大的汽车制造商和装配商。2014年，长海汽车在越南汽车市场的占有额为32%。
长海汽车主要生产家用轿车、轻型卡车和巴士车。长海汽车与起亚汽车建有合资工厂，位于茱莱开放经济区；其子公司VinaMazda则生产制造马自达乘用车。2020年，长海汽车进入轻型摩托车市场。
2021年，长海汽车收购易买得的越南零售业务。

## 生产车型

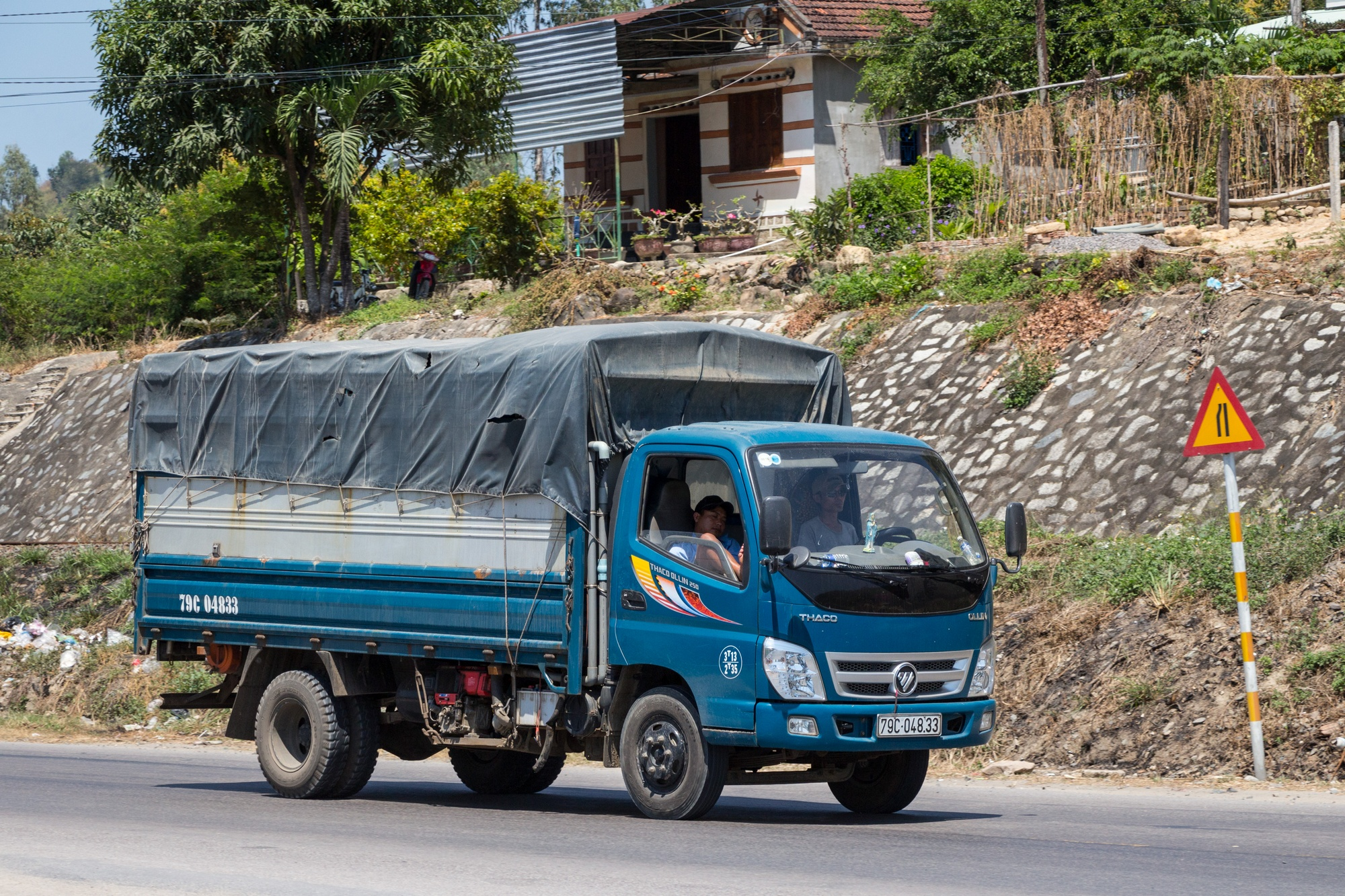
Thaco Ollin 250 轻型卡车

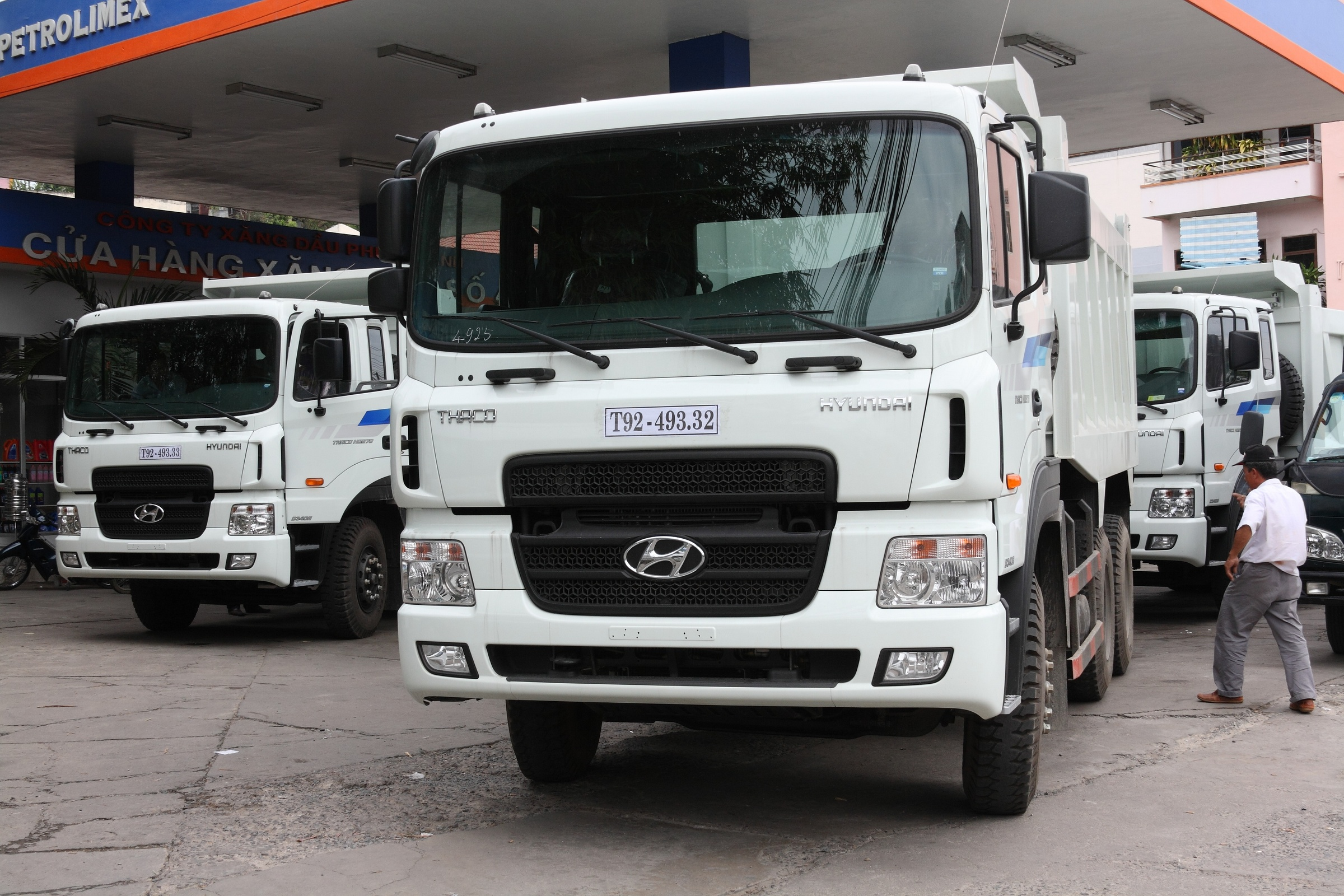
Thaco Hyundai HD270 自卸卡车

- 马自达（2, 3, 6, CX-3, CX-5, CX-8, CX-30, BT-50）[10]
- 起亚汽车（Morning, Soluto（英语：Kia Soluto）, Carens（英语：Kia Carens）, K3, Sorento（英语：Kia Sorento）, K5（英语：Kia K5）, Seltos（英语：Kia Seltos）, Sportage（英语：Kia Sportage）, Sonet（英语：Kia Sonet）, Carnival（英语：Kia Carnival））[11]
- 標緻汽車（2008, 3008, 5008（英语：Peugeot 5008）, Traveller（英语：Peugeot Traveller）)
- 长海牌巴士车，底盘为现代汽车制造（Thaco City, Thaco County, Thaco Town, Thaco Universe, Thaco Mobihome）[12]
- 现代巴士（Hyundai Solati, Hyundai County（英语：Hyundai County））[12]
- 现代卡车[13]
- 北汽福田卡车[13]
- 长海牌卡车和轻型商用车（Thaco Towner, Thaco Frontier（英语：Kia Bongo）, Thaco Forland, Thaco Ollin）[13]
- 梅賽德斯-賓士巴士组装[14]
- BMW（1系列, 2系列, 3系列, 4系列, 5系列, 7系列, X系列）
- 迷你（Cooper）
- 三菱扶桑卡客车（Canter, FA, FI, FJ）
- Iveco（Iveco Daily）
- 豪沃卡车（TX D600, TX D800）
- 沃尔沃巴士（B8R）